# 귀도 푸비니
귀도 푸비니(이탈리아어: Guido Fubini [ˈɡwido fuˈbini], 1879년 1월 19일 – 1943년 6월 6일)은 이탈리아의 수학자다. 푸비니 정리와 푸비니-슈투디 계량으로 잘 알려져 있다.

## 생애
베네치아에서 유대인 가정에 태어났다. 아버지는 수학 교사였다. 1896년에 피사에 있는 스쿠올라 노르말레 수페리오레 디 피사에 입학하였다. 1900년에 졸업하였는데, 지도 교수 루이지 비안키가 푸비니의 박사 학위 논문을 미분기하학에 대한 1902년 저서에 언급해 유명해졌다.
시칠리아 카타니아 대학교, 제노바 대학교, 토리노 공과대학교 등에 몇 년 동안 있다가 토리노 대학교로 옮겨, 이 곳에서 수십 년 동안 있었다.
푸비니가 은퇴할 즈음인 1939년에 베니토 무솔리니의 파시즘 정권이 들어섰고, 반유대주의 정책을 펴기 시작하자 푸비니는 미국으로 망명하여 프린스턴 대학교에서 교편을 잡았다. 4년 뒤 뉴욕에서 사망하였다.

## 참고 문헌
- O’Connor, John J.; Robertson, Edmund F. (1997년 12월). “Guido Fubini”. 《MacTutor History of Mathematics Archive》 (영어). 세인트앤드루스 대학교.
- “Guido Fubini”. 《수학 계보 프로젝트》 (영어). 미국 수학회.